# Blauet de São Tomé
El blauet de São Tomé (Corythornis thomensis) és una espècie d'ocell de la família dels alcedínids (Alcedinidae) endèmic de les zones humides de l'illa de São Tomé, al golf de Guinea.